# Matt Benning
Matthew "Matt" Benning, född 25 maj 1994, är en kanadensisk professionell ishockeyback som spelar för Nashville Predators i NHL. 
Han har tidigare spelat på NHL-nivå för Edmonton Oilers och på lägre nivåer för Bakersfield Condors i AHL, Northeastern Huskies (Northeastern University) i National Collegiate Athletic Association (NCAA) och Dubuque Fighting Saints i United States Hockey League (USHL).
Benning draftades i sjätte rundan i 2012 års draft av Boston Bruins som 175:e spelare totalt.
Han är son till den före detta ishockeyspelaren Brian Benning som spelade i NHL mellan 1985 och 1995 och brorson till Jim Benning som är general manager för Vancouver Canucks och spelade också i NHL mellan 1981 och 1991.

## Statistik
| 2007–2008   | St. Albert Blues        |             | 28  | 8  | 7  | 15 | 26  | —  | — | — | — | —  |
|             | St. Albert Sabres       | AMBHL       | 2   | 0  | 1  | 1  | 0   | —  | — | — | — | —  |
| 2008–2009   | St. Albert Sabres       | AMBHL       | 33  | 2  | 15 | 17 | 44  | 5  | 0 | 3 | 3 | 12 |
| 2009–2010   | St. Albert Raiders      | AMHL        | 33  | 7  | 14 | 21 | 32  | 4  | 1 | 0 | 1 | 2  |
| 2010–2011   | Spruce Grove Saints     | AJHL        | 43  | 0  | 7  | 7  | 65  | 13 | 0 | 1 | 1 | 20 |
| 2011–2012   | Spruce Grove Saints     | AJHL        | 44  | 4  | 14 | 18 | 87  | 11 | 2 | 1 | 3 | 6  |
| 2012–2013   | Dubuque Fighting Saints | USHL        | 57  | 10 | 16 | 26 | 73  | 11 | 1 | 1 | 2 | 6  |
| 2013–2014   | Northeastern Huskies    | NCAA        | 33  | 3  | 10 | 13 | 28  | —  | — | — | — | —  |
| 2014–2015   | Northeastern Huskies    | NCAA        | 36  | 0  | 24 | 24 | 36  | —  | — | — | — | —  |
| 2015–2016   | Northeastern Huskies    | NCAA        | 41  | 6  | 13 | 19 | 37  | —  | — | — | — | —  |
| 2016–2017   | Edmonton Oilers         | NHL         | 10  | 0  | 3  | 3  | 2   | —  | — | — | — | —  |
|             | Bakersfield Condors     | AHL         | 2   | 1  | 1  | 2  | 0   | —  | — | — | — | —  |
| NHL totalt  | NHL totalt              | NHL totalt  | 10  | 0  | 3  | 3  | 2   | —  | — | — | — | —  |
| AHL totalt  | AHL totalt              | AHL totalt  | 2   | 1  | 1  | 2  | 0   | —  | — | — | — | —  |
| NCAA totalt | NCAA totalt             | NCAA totalt | 110 | 9  | 47 | 56 | 101 | —  | — | — | — | —  |